# Bolivia en la clasificación de Conmebol para la Copa Mundial de Fútbol de 2018
La selección de fútbol de Bolivia fue uno de los diez equipos nacionales que participaron en la clasificación de Conmebol para la Copa Mundial de Fútbol, en la que se definieron los representantes de Conmebol para la Copa Mundial de Fútbol de 2018 que se desarrolló en Rusia.

## Sistema de juego
La etapa preliminar —también denominada Eliminatorias— se jugó en América del Sur desde el 8 de octubre de 2015 hasta el 10 de octubre de 2017. El sistema de juego consistió, por sexta ocasión consecutiva, en enfrentamientos de ida y vuelta todos contra todos, con un total 18 jornadas.
Luego de 4 ediciones con los partidos ya designados, la Conmebol sorteó el calendario de partidos, en San Petersburgo el 25 de julio de 2015.
Los primeros cuatro puestos accederán de manera directa a la Copa Mundial de Fútbol de 2018. La selección que logre el quinto puesto disputará una serie eliminatoria a dos partidos de ida y vuelta, frente a la selección clasificada de Oceanía, este proceso se conoce como repechaje o repesca.
Para el sorteo, se estableció que a cada selección se le asigna un número del 1 al 10. Otro aspecto, también definido con antelación, señala que los duelos correspondientes a la primera jornada serán los mismos que los de la última fecha (la 18.ª), invirtiéndose el orden de las localías. De esta manera, los partidos de la fecha 2 tendrán sus respectivas revanchas en la 10, la 3 en la 11, la 4 en la 12, la 5 en la 13, la 6 en la 14, la 7 en la 15, la 8 en la 16 y finalmente la 9 en la 17.

## Sedes
| Ciudad              | Estadio        |
| ------------------- | -------------- |
| La Paz              | Hernando Siles |
|                     |                |
| 41 143 espectadores |                |

### Tabla final de posiciones
| Selección | Pts | PJ | PG | PE | PP | GF | GC | Dif. |
| --------- | --- | -- | -- | -- | -- | -- | -- | ---- |
| Brasil    | 41  | 18 | 12 | 5  | 1  | 41 | 11 | 30   |
| Uruguay   | 31  | 18 | 9  | 4  | 5  | 32 | 20 | 12   |
| Argentina | 28  | 18 | 7  | 7  | 4  | 19 | 16 | 3    |
| Colombia  | 27  | 18 | 7  | 6  | 5  | 21 | 19 | 2    |
| Perú      | 26  | 18 | 7  | 5  | 6  | 27 | 26 | 1    |
| Chile     | 26  | 18 | 8  | 2  | 8  | 26 | 27 | -1   |
| Paraguay  | 24  | 18 | 7  | 3  | 8  | 19 | 25 | -6   |
| Ecuador   | 20  | 18 | 6  | 2  | 10 | 26 | 29 | -3   |
| Bolivia   | 14  | 18 | 4  | 2  | 12 | 16 | 38 | -22  |
| Venezuela | 12  | 18 | 2  | 6  | 10 | 19 | 35 | -16  |

|  | Clasificando directo a la Copa Mundial de Fútbol de 2018. |
|  | Clasificando al Repechaje.                                |

### Evolución de posiciones
| País / Fecha | 1    | 2    | 3   | 4   | 5   | 6   | 7   | 8   | 9   | 10  | 11   | 12  | 13  | 14  | 15  | 16  | 17  | 18  |
| ------------ | ---- | ---- | --- | --- | --- | --- | --- | --- | --- | --- | ---- | --- | --- | --- | --- | --- | --- | --- |
| Bolivia      | 10.º | 10.º | 7.º | 8.° | 9.º | 9.º | 9.º | 9.º | 9.º | 9.º | 10.º | 9.° | 9.° | 9.º | 9.º | 9.º | 9.º | 9.º |

### Puntos obtenidos contra cada selección durante las eliminatorias
| VS.       | Bandera de Argentina | Bandera de Brasil | Bandera de Chile | Bandera de Colombia | Bandera de Ecuador | Bandera de Paraguay | Bandera de Perú | Bandera de Uruguay | Bandera de Venezuela | Total |
| --------- | -------------------- | ----------------- | ---------------- | ------------------- | ------------------ | ------------------- | --------------- | ------------------ | -------------------- | ----- |
| Local     | 3                    | 1                 | 3                | 0                   | 1                  | 3                   | 0               | 0                  | 3                    | 14/27 |
| Visitante | 0                    | 0                 | 0                | 0                   | 0                  | 0                   | 0               | 0                  | 0                    | 0/27  |
| Total     | 0                    | 0                 | 1                | 1                   | 0                  | 4                   | 3               | 3                  | 3                    | 16/54 |

## Partidos

### Primera rueda
| 10 de octubre de 2015, 16:00 (UTC-4) | Bolivia | 0:2 (0:1) | Uruguay | Estadio Hernando Siles, La Paz                                            |                                                                           |
|                                      |         | Reporte   |         | Asistencia: 38 765 espectadores espectadores Árbitro(s): Patricio Loustau | Asistencia: 38 765 espectadores espectadores Árbitro(s): Patricio Loustau |

| 13 de octubre de 2015, 16:15 (UTC-5) | Ecuador | 2:0 (0:0)                     | Bolivia | Estadio Hernando Siles, La Paz                                        |                                                                       |
|                                      |         | FIFA Reporte Conmebol Reporte |         | Asistencia: 28 491 espectadores espectadores Árbitro(s): Sandro Ricci | Asistencia: 28 491 espectadores espectadores Árbitro(s): Sandro Ricci |

| 12 de noviembre de 2015, 16:00 (UTC-4) | Bolivia                                   | 4:2 (3:1)                     | Venezuela                  | Estadio Hernando Siles, La Paz                              |                                                             |
|                                        | Ramallo 18', 45' · Arce 22' · Cardozo 48' | FIFA Reporte Conmebol Reporte | M. Rondón 31' · Blanco 54' | Asistencia: 30 476 espectadores Árbitro(s): Víctor Carrillo | Asistencia: 30 476 espectadores Árbitro(s): Víctor Carrillo |

| 17 de noviembre de 2015, 20:00 (UTC-3) | Paraguay                  | 2:1 (0:0)                     | Bolivia | Estadio Defensores del Chaco, Asunción                  |                                                         |
|                                        | Lezcano 61' · Barrios 64' | FIFA Reporte Conmebol Reporte | Duk 59' | Asistencia: 37 208 espectadores Árbitro(s): José Argote | Asistencia: 37 208 espectadores Árbitro(s): José Argote |

| 24 de marzo de 2016, 16:00 (UTC-4) | Bolivia                  | 2:3 (0:2)                     | Colombia                                 | Estadio Hernando Siles, La Paz                             |                                                            |
|                                    | Arce 49' · Chumacero 62' | FIFA Reporte Conmebol Reporte | Rodríguez 9' · Bacca 40' · Cardona 90+2' | Asistencia: 28 155 espectadores Árbitro(s): Wilton Sampaio | Asistencia: 28 155 espectadores Árbitro(s): Wilton Sampaio |

| 29 de marzo de 2016, 20:30 (UTC-3) | Argentina               | 2:0 (2:0)                     | Bolivia | Estadio Mario Alberto Kempes, Córdoba                        |                                                              |
|                                    | Mercado 19' · Messi 29' | FIFA Reporte Conmebol Reporte |         | Asistencia: 52 605 espectadores Árbitro(s): Jesús Valenzuela | Asistencia: 52 605 espectadores Árbitro(s): Jesús Valenzuela |

| 1 de septiembre de 2016, 16:00 (UTC-4) | Bolivia                  | 0:3 (0:0)                     | Perú | Estadio Hernando Siles, La Paz                          |                                                         |
| | Escobar 37' · Raldes 87' | FIFA Reporte Conmebol Reporte |      | Asistencia: 28 000 espectadores Árbitro(s): José Argote | Asistencia: 28 000 espectadores Árbitro(s): José Argote |
| Bolivia fue sancionada porque alineó al jugador Nelson Cabrera que incumplía los requisitos de convocatoria con la selección. La FIFA resolvió otorgarle la victoria a Perú con un marcador de 0-3. |                          |                               |      |                                                         |                                                         |

| 6 de septiembre de 2016, 20:30 (UTC-3) | Chile | 3:0 (0:0)                     | Bolivia | Estadio Monumental, Santiago                                |                                                             |
| |       | FIFA Reporte Conmebol Reporte |         | Asistencia: 40 000 espectadores Árbitro(s): Ricardo Marques | Asistencia: 40 000 espectadores Árbitro(s): Ricardo Marques |
| Bolivia fue sancionada porque alineó al jugador Nelson Cabrera que incumplía los requisitos de convocatoria con la selección. La FIFA resolvió otorgarle la victoria a Chile con un marcador de 3-0. |       |                               |         |                                                             |                                                             |

| 6 de octubre de 2016, 21:45 (UTC-3) | Brasil                                                                        | 5:0 (4:0)                     | Bolivia | Arena das Dunas, Natal                                       |                                                              |
|                                     | Neymar 11' · Coutinho 26' · Filipe Luís 38' · Gabriel Jesus 43' · Firmino 75' | FIFA Reporte Conmebol Reporte |         | Asistencia: 40 000 espectadores Árbitro(s): Wilson Lamouroux | Asistencia: 40 000 espectadores Árbitro(s): Wilson Lamouroux |

### Segunda rueda
| 11 de octubre de 2016, 16:00 (UTC-4) | Bolivia         | 2:2 (2:0)                     | Ecuador              | Estadio Hernando Siles, La Paz                                  |                                                                 |
|                                      | Escobar 4', 43' | FIFA Reporte Conmebol Reporte | E. Valencia 47', 89' | Asistencia: 19 351 espectadores Árbitro(s): Mario Díaz de Vivar | Asistencia: 19 351 espectadores Árbitro(s): Mario Díaz de Vivar |

| 10 de noviembre de 2016, 19:45 (UTC-4) | Venezuela                                           | 5:0 (2:0)                     | Bolivia | Estadio Monumental, Maturín                              |                                                          |
|                                        | Koufatty 3' · J. Martínez 11', 67', 70' · Otero 74' | FIFA Reporte Conmebol Reporte |         | Asistencia: 49 750 espectadores Árbitro(s): Andrés Cunha | Asistencia: 49 750 espectadores Árbitro(s): Andrés Cunha |

| 15 de noviembre de 2016, 16:00 (UTC-4) | Bolivia   | 1:0 (0:0)                     | Paraguay | Estadio Hernando Siles, La Paz                                 |                                                                |
|                                        | Gómez 78' | FIFA Reporte Conmebol Reporte |          | Asistencia: 15 000 espectadores Árbitro(s): Christian Ferreyra | Asistencia: 15 000 espectadores Árbitro(s): Christian Ferreyra |

| 23 de marzo de 2017, 15:30 (UTC-5) | Colombia      | 1:0 (0:0)                     | Bolivia | Estadio Metropolitano, Barranquilla                         |                                                             |
|                                    | Rodríguez 83' | FIFA Reporte Conmebol Reporte |         | Asistencia: 48 409 espectadores Árbitro(s): Ricardo Marques | Asistencia: 48 409 espectadores Árbitro(s): Ricardo Marques |

| 28 de marzo de 2017, 16:00 (UTC-4) | Bolivia                | 2:0 (1:0)                     | Argentina | Estadio Hernando Siles, La Paz                            |                                                           |
|                                    | Arce 31' · Martins 52' | FIFA Reporte Conmebol Reporte |           | Asistencia: 40 093 espectadores Árbitro(s): Wilmar Roldán | Asistencia: 40 093 espectadores Árbitro(s): Wilmar Roldán |

| 31 de agosto de 2017, 21:15 (UTC-5) | Perú                   | 2:1 (0:0)                     | Bolivia     | Estadio Monumental, Lima                                 |                                                          |
|                                     | Flores 54' · Cueva 58' | FIFA Reporte Conmebol Reporte | Álvarez 71' | Asistencia: 76 501 espectadores Árbitro(s): Andrés Cunha | Asistencia: 76 501 espectadores Árbitro(s): Andrés Cunha |

| 5 de septiembre de 2017, 16:15 (UTC-4) | Bolivia  | 1:0 (0:0)                     | Chile | Estadio Hernando Siles, La Paz                            |                                                           |
|                                        | Arce 58' | FIFA Reporte Conmebol Reporte |       | Asistencia: 41 555 espectadores Árbitro(s): Wilmar Roldán | Asistencia: 41 555 espectadores Árbitro(s): Wilmar Roldán |

| 5 de octubre de 2017, 16:00 (UTC-4) | Bolivia | 0:0                           | Brasil | Estadio Hernando Siles, La Paz                                 |                                                                |
|                                     |         | FIFA Reporte Conmebol Reporte |        | Asistencia: 37 293 espectadores Árbitro(s): Fernando Rapallini | Asistencia: 37 293 espectadores Árbitro(s): Fernando Rapallini |

| 10 de octubre de 2017, 20:30 (UTC-3) | Uruguay                                    | 4:2 (2:1)                     | Bolivia               | Estadio Centenario, Montevideo                              |                                                             |
|                                      | Cáceres 40' · Cavani 42' · Suárez 60', 76' | FIFA Reporte Conmebol Reporte | Silva 24' · Godín 79' | Asistencia: 60 000 espectadores Árbitro(s): Ricardo Marques | Asistencia: 60 000 espectadores Árbitro(s): Ricardo Marques |

## Nota
1. ↑  Chile fue sancionado por la FIFA, con 1 partido oficial (ante Bolivia el 6 de septiembre de 2016) sin jugar de local en el Estadio Nacional de Santiago, debido a los cánticos discriminatorios de los hinchas del seleccionado chileno, ocurridos en el partido ante Argentina, por la quinta fecha de las Clasificatorias, con una posible prohibición de un segundo partido, sujeto a un período de prueba de dos años.[5]